# Eric Phipps
Sir Eric Clare Edmund Phipps (Madrid, 27 ottobre 1875 – Londra, 13 agosto 1945) è stato un diplomatico inglese.

## Biografia
Phipps era il figlio di Sir Constantine Phipps, poi ambasciatore britannico in Belgio, e di sua moglie Maria Jane Miller Mundy. Henry Phipps, I conte di Mulgrave, era il suo bisnonno, ed era anche un pronipote del tenente generale Sir Colin Campbell, che era presente alla battaglia di Waterloo, e del contrammiraglio Sir John Hindmarsh, che era un tenente sulla HMS Phoebe nella battaglia di Trafalgar - facendo di lui probabilmente la prima persona a discendere da funzionari che hanno combattuto in entrambe le battaglie. Fin da bambino, ha accompagnato i suoi genitori in tutta Europa a causa degli incarichi di suo padre, e studiò al King's College (Cambridge) e all'Università di Parigi.

## Carriera
Entrò nel servizio diplomatico nel 1899 come un addetto a Parigi nel mese di ottobre 1899, promosso a terzo segretario nel gennaio 1901. Nel gennaio 1905 è stato inviato a Costantinopoli, è stato promosso a secondo segretario nel mese di aprile, ed è tornato a Londra per lavorare al Foreign Office nel mese di settembre. Nel settembre 1906 è stato inviato a Roma, e nel febbraio 1909 tornò a Parigi come segretario privato a Sir Francis Bertie, ambasciatore britannico in Francia. Nel mese di aprile 1912 è stato promosso primo segretario e inviato a San Pietroburgo, in seguito trasferito a Madrid nel mese di ottobre 1913, e di nuovo a Parigi nel maggio 1916.
Era nel personale della delegazione britannica alla Conferenza di Versailles fino al settembre 1919, quando è stato promosso a consigliere e inviato di nuovo a Londra. Nel novembre 1920 fu inviato a Bruxelles e nel novembre 1922 è stato promosso a Ministro Plenipotenziario a Parigi.
Nel mese di giugno 1928, Phipps ha ricevuto il suo primo incarico indipendente come inviato straordinario e ministro plenipotenziario in Austria.

### Ambasciatore in Germania
Nel 1933 è stato nominato Ambasciatore britannico in Germania.
Nei suoi dispacci, mentre era ambasciatore a Berlino, ha avvertito il governo britannico sul carattere del regime di Adolf Hitler.
Durante il suo primo anno a Berlino, Phipps è riuscito a vedere Hitler solo quattro volte. Nel mese di maggio 1936, Phipps ha presentato a Hitler il famoso "questionario", in gran parte scritta da suo cognato, il Sottosegretario di Stato agli Affari Esteri, Sir Robert Vansittart, che chiese a bruciapelo se la Germania intendeva "rispettare lo status territoriale e politico esistente in Europa", ed era disposto a firmare dei trattati. Né Hitler né alcun altro leader tedesco ha mai risposto al "Questionario".

### Ambasciatore in Francia
Nel 1937, Phipps è stato trasferito a Parigi come ambasciatore.
Durante la sua permanenza a Parigi, Phipps si identificò fortemente con il ministro degli Esteri francese Georges Bonnet. La valutazione estremamente negativa di Phipps della volontà e / o la capacità della Francia di andare in guerra con la Germania nel 1938, creò importanti dubbi a Londra circa il valore della Francia come un alleato.

## Matrimoni

### Primo Matrimonio
Sposò, il 20 luglio 1907, Yvonne de Louvencourt (?-16 marzo 1909). Non ebbero figli.

### Secondo Matrimonio
Sposò, il 29 aprile 1911, Frances Ward (?-1988), figlia di Herbert Ward. Ebbero sei figli:
- Mervyn Constantine Sanford Phipps (26 febbraio 1912-1983), sposò Joyce Kathleen Goode, ebbero cinque figli;
- Alan Phipps (1 ottobre 1915-16 novembre 1943), sposò Veronica Nell Fraser, ebbero due figli;
- Mary Phipps (7 maggio 1923-15 dicembre 2009), sposò Bonar Sykes, ebbero quattro figli;
- Margaret Phipps (23 marzo 1925-11 dicembre 2009), sposò George Cary, ebbero un figlio;
- John Francis Phipps (26 agosto 1933), sposò in prime nozze Charm Alys Quick, ebbero tre figli, e in seconde nozze Rosemary Carol Anne Shirtcliffe, ebbero due figli;
- William Anthony Dominic Phipps (21 aprile 1936-1 ottobre 2009), sposò Henrietta Frances Lamb, ebbero quattro figli.

## Morte
Nel mese di novembre 1939, a causa di problemi di salute, Phipps si ritirò nel Wiltshire. Morì di una embolia polmonare al London Clinic, il 13 agosto 1945.

## Ascendenza
|                       |                     |                         | Genitori                    |  |  | Nonni |  |  | Bisnonni                          |  |  | Trisnonni                             |  |
|                       |                     |                         |                             |  |  |       |  |  | Henry Phipps, I conte di Mulgrave |  |  | Constantine Phipps, I barone Mulgrave |  |
|                       |                     |                         |                             |  |  |       |  |  | Henry Phipps, I conte di Mulgrave |  |  | Constantine Phipps, I barone Mulgrave |  |
|                       |                     | Lepell Hervey           |                             |  |  |       |  |  | Henry Phipps, I conte di Mulgrave |  |  |                                       |  |
| Edmund Phipps         |                     |                         |                             |  |  |       |  |  | Henry Phipps, I conte di Mulgrave |  |  |                                       |  |
|                       |                     | Martha Sophia Maling    | Christopher Thompson Maling |  |  |       |  |  |                                   |  |  |                                       |  |
|                       |                     | Martha Sophia Maling    | Christopher Thompson Maling |  |  |       |  |  |                                   |  |  |                                       |  |
|                       |                     | Martha Sophia Maling    | Martha Sheels               |  |  |       |  |  |                                   |  |  |                                       |  |
| Constantine Phipps    |                     | Martha Sophia Maling    |                             |  |  |       |  |  |                                   |  |  |                                       |  |
|                       |                     | Colin Campbell          | John Campbell               |  |  |       |  |  |                                   |  |  |                                       |  |
|                       |                     | Colin Campbell          | John Campbell               |  |  |       |  |  |                                   |  |  |                                       |  |
|                       |                     | Colin Campbell          | Colina Campbell             |  |  |       |  |  |                                   |  |  |                                       |  |
| Maria Louisa Campbell |                     | Colin Campbell          |                             |  |  |       |  |  |                                   |  |  |                                       |  |
|                       |                     | Jane Harnden            | …                           |  |  |       |  |  |                                   |  |  |                                       |  |
|                       |                     | Jane Harnden            | …                           |  |  |       |  |  |                                   |  |  |                                       |  |
|                       |                     | Jane Harnden            | …                           |  |  |       |  |  |                                   |  |  |                                       |  |
| Eric Phipps           |                     | Jane Harnden            |                             |  |  |       |  |  |                                   |  |  |                                       |  |
|                       | Edward Miller Mundy | Edward Miller Mundy     |                             |  |  |       |  |  |                                   |  |  |                                       |  |
|                       | Edward Miller Mundy | Edward Miller Mundy     |                             |  |  |       |  |  |                                   |  |  |                                       |  |
|                       | Edward Miller Mundy | Frances Meynell         |                             |  |  |       |  |  |                                   |  |  |                                       |  |
| Alfred Mundy          | Edward Miller Mundy |                         |                             |  |  |       |  |  |                                   |  |  |                                       |  |
|                       |                     | Nelly Barton            | F. Barton                   |  |  |       |  |  |                                   |  |  |                                       |  |
|                       |                     | Nelly Barton            | F. Barton                   |  |  |       |  |  |                                   |  |  |                                       |  |
|                       |                     | Nelly Barton            | …                           |  |  |       |  |  |                                   |  |  |                                       |  |
| Maria Jane Mundy      |                     | Nelly Barton            |                             |  |  |       |  |  |                                   |  |  |                                       |  |
|                       |                     | John Hindmarsh,         | John Hindmarsh              |  |  |       |  |  |                                   |  |  |                                       |  |
|                       |                     | John Hindmarsh,         | John Hindmarsh              |  |  |       |  |  |                                   |  |  |                                       |  |
|                       |                     | John Hindmarsh,         | Mary                        |  |  |       |  |  |                                   |  |  |                                       |  |
| Jane Hindmarsh        |                     | John Hindmarsh,         |                             |  |  |       |  |  |                                   |  |  |                                       |  |
|                       |                     | Susanna Wilson Edmeades | …                           |  |  |       |  |  |                                   |  |  |                                       |  |
|                       |                     | Susanna Wilson Edmeades | …                           |  |  |       |  |  |                                   |  |  |                                       |  |
|                       |                     | Susanna Wilson Edmeades | …                           |  |  |       |  |  |                                   |  |  |                                       |  |
|                       |                     | Susanna Wilson Edmeades |                             |  |  |       |  |  |                                   |  |  |                                       |  |